# Irakli Okroeasjvili
Irakli Okruasjvili (Georgisch: ირაკლი ოქრუაშვილი) (Tschinvali, 6 november 1973) is een Georgische politicus die verscheidene belangrijke functies uitoefende onder president Micheil Saakasjvili, waaronder minister van Defensie van december 2004 tot aan zijn ontslag in november 2006.

## Loopbaan
Irakli Okruasjvili werd geboren in Tschinvali, Zuid-Ossetische AO, Georgische SSR. Hij studeerde af aan Internationaal recht aan de universiteit van Tbilisi.
In september 2007 kondigde hij de oprichting van zijn oppositionele partij Beweging voor Verenigd Georgië.

## Arrestatie
Op 27 september 2007 werd Okruasjvili aangehouden op verdenking van afpersing, witwassen van geld en misbruik van macht toen hij minister van Defensie was. Op 28 september organiseren verschillende oppositiepartijen een vreedzame rally om Okruasjvili te steunen.
Op 8 oktober wordt hij vrijgelaten, na het betalen van de borgtocht van 10 miljoen Georgische lari, daarbij pleitte hij schuldig aan grootschalige omkoping door middel van afpersing en nalatigheid, en trok hij zijn beschuldigingen jegens de president in.